# Botyodes andrinalis
Botyodes andrinalis là một loài bướm đêm trong họ Crambidae.